# Sandy Springs (Géorgie)
Pour la ville du Maryland, voir Sandy Spring (Maryland).
Sandy Springs est une ville dans le nord de la Géorgie, dans le comté de Fulton, aux États-Unis. Il s'agit d'une banlieue nord de la ville d'Atlanta, la principale agglomération de l'État et la neuvième des États-Unis.
Avec une population de 93 853 habitants en 2010, Sandy Springs est la septième ville la plus peuplée de l'État de Géorgie et la deuxième dans la région métropolitaine d'Atlanta.
La ville est nommée pour les sources qui existent encore et sont protégées comme un site historique.
Elle est actuellement la source d'un immense débat qui oppose les États-Unis et l'Europe quant à la gestion des fonds publics. En effet Sandy Springs est aujourd'hui une ville complètement privatisée. Elle ne dispose plus d'un seul service public à l'exception de la police et du SWAT. L'entretien des routes, le ramassage des déchets, le service culturel, les bibliothèques, l'organisation des fêtes locales ou les transports en commun sont gérés par des entreprises privées.
Sandy Springs est actuellement la commune ayant le taux le plus important de privatisations de services et d'institutions dans le monde.
Située dans l'agglomération d'Atlanta, il s'agit de la seule commune ayant refusé de participer à un versement de fonds pour améliorer la qualité de vie et des logements dans les communes défavorisées de l'agglomération. La maire de la commune qui a mené cette politique de libéralisation extrême, Eva Galambos, est souvent comparée à Margaret Thatcher par les médias locaux.

## Démographie
| 1980   | 1990   | 2000   | 2010   | - | - |
| ------ | ------ | ------ | ------ | - | - |
| 46 877 | 67 842 | 85 781 | 93 853 | - | - |